# Майер, Генри
Генри Майер или Мейер (англ. Henry Meyer; 1923, Дрезден — 18 декабря 2006, Цинциннати) — американский скрипач германского происхождения.
Одарённый ребёнок, концертировал вместе с братом-пианистом, в восьмилетнем возрасте дебютировал в Дрездене с оркестром. С приходом к власти нацистов был, в связи с еврейским происхождением, отстранён от обычной музыкальной карьеры, некоторое время учился в Праге, затем играл в особом Оркестре Еврейского культурного союза. В 1943 году был арестован и отправлен в концентрационный лагерь в Освенциме, затем в 1944 году переведён в Заксенхаузен, оттуда в Бухенвальд и наконец в концлагерь в Ордруфе, откуда ему в неразберихе последних недель войны удалось бежать. Майер выбрался в американскую зону оккупации, затем в Париж, где некоторое время занимался под руководством Джордже Энеску, а в 1948 году эмигрировал в США, где завершил своё образование в Джульярдской школе.
Ещё студентом Майер в 1948 году вошёл в состав Ласалль-квартета в качестве второй скрипки и выступал в составе этого коллектива на всём протяжении его существования вплоть до роспуска в 1987 году, выпустив множество записей и завоевав ряд престижных премий. Кроме того, некоторое время Майер играл в Симфоническом оркестре NBC под руководством Артуро Тосканини.
Как педагог Майер преподавал в Колледже-консерватории Цинциннати, где, по воспоминаниям одного из его концертмейстеров Айры Розенблюма,

его уроки всегда были оживлённейшими событиями: он мог танцевать, напевать, смеяться с заразительным энтузиазмом, изображая — в зависимости от репертуара — скромных поселян, бесшабашную пляску цыган, парижских любовников…